# Dame, konge, es, spion (film)
Dame, konge, es, spion er en britisk-fransk spionfilm instrueret af Tomas Alfredson. Manuskriptet, der er skrevet af Bridget O'Connor og Peter Straughan, er baseret på romanen af samme navn af John le Carré. Filmen har Gary Oldman i hovedrollen, og Colin Firth, Tom Hardy, John Hurt, Toby Jones, Mark Strong, Benedict Cumberbatch, David Dencik og Ciarán Hinds på rollelisten. Filmen foregår i 1970'ernes London, og man følger jagten på en sovjetisk dobbeltagent i toppen af den britiske efterretningstjeneste.
Filmen blev produceret af det britiske selskab Working Title Films og finansieret af det franske StudioCanal. Filmen var nomineret til 3 Oscars ved Oscaruddelingen 2012.

## Cast
- Gary Oldman som George Smiley ("Beggarman")
- Colin Firth som Bill Haydon ("Tailor")
- Tom Hardy som Ricki Tarr
- Mark Strong som Jim Prideaux
- Ciarán Hinds som Roy Bland ("Soldier")
- Benedict Cumberbatch som Peter Guillam
- David Dencik som Toby Esterhase ("Poorman")
- Stephen Graham som Jerry Westerby
- Simon McBurney som Oliver Lacon
- Toby Jones som Sir Percy Alleline ("Tinker")
- John Hurt som Control
- Kathy Burke som Connie Sachs
- Roger Lloyd-Pack som Mendel
- Svetlana Khodtjenkova som Irina
- Konstantin Khabenskij som Alexej Poljakov
- Christian McKay som Mackelvore
- Michael Sarne som Karla
- John le Carré som gæst til julefest
- Katrina Vasilijeva som Ann Smiley
- Laura Carmichael som Sal

## Produktion
Projektet blev indledt af Peter Morgan, da han skrev et udkast til manuskriptet, som han tilbød Working Title Films at producere. Peter Morgan forlod manuskriptarbejdet af personlige årsager, men forsatte som executive producer. Da Morgan stoppede på manuskriptet, hyrede Working Title Films Peter Straughan og hans hustru Bridget O'Connor til at omskrive manusrkiptet. Tomas Alfredson blev offentliggjort som instruktør 9. juli 2009. Filmen er hans første engelsksprogede film. Filmen fik finansiel støtte fra det franske StudioCanal, og havde et budget der svarer til 118,2 millioner kroner. Filmen er dedikeret til O'Connor, der døde af kræft under produktionen.
Instruktøren castede Gary Oldman til rollen som George Smiley, og sagde at han havde et "godt ansigt" og "den stille intensitet og intelligens der var nødvendigt." Mange skuespillere blev forbundet med de øvrige roller på forskellige tidspunkter, men få dage før optagelserne begyndte, var det kun Oldman der havde kontrakt. Der var tale om, at Michael Fassbender skulle have haft rollen som Ricki Tarr, men da optagelserne faldt sammen med hans arbejde med X-Men: First Class, blev Tom Hardy valgt i stedet. 17. september 2010 blev det bekræftet, at Mark Strong havde en rolle i filmen. Jared Harris var også på rollelisten, men forlod filmen, fordi optagelserne faldt sammen med optagelserne til Sherlock Holmes 2: Skyggespillet. Han blev erstattet af Toby Jones. John le Carré optræder i en cameo som en gæst ved en fest. Optagelserne fandt sted mellem 7. oktober og 20. december 2010.

## Udgivelse
Filmen fik premiere under Filmfestivalen i Venedig 5. september 2011. StudioCanal UK distribuerede filmen i Storbritannien, hvor den fil premiere 16. september 2011. I Danmark blev filmen distribueret af SF Film og fik premiere 9. februar 2012.

## Modtagelse
Dame, konge, es, spion har generelt modtaget positiv kritik fra anmelderne. Jonathan Romney fra The Independent skrev: "Manuskriptet er en genial præsentation af kondens og omstrukturering: forfatterne Peter Straughan og salige Bridget O'Connor indser, at romanen åbenlyst handler om information og dens flow, og omformer [romanens] skræmmende kompleksitet for at fremhæve det." David Gritten fra The Daily Telegraph sagde at filmen var "en triumf", og gav den 5 stjerner.,
Også i Danmark modtog filmen ovevejende positiv kritik. Per Juul Carlsen, fra Filmland på P1, gav filmen 4 ud af seks stjerner, og sagde at "Koldkrigsspionagen kan næsten ikke rammes mere præcist, mere lækkert tilrettelagt, endda næsten romantisk i sin hyldest, end i Dame Konge Es Spion," men bemærkede også at "nu, hvor Den kolde krig er fortid, er der også noget lidt for osteklokke-agtigt, lidt for æstetisk korrekt ved Alfredsons bud på le Carrés klassiker." Sophie Engberg Sonne fra Politiken gav filmen 5 ud af 6 stjerner og mente at "Tomas Alfredson [har] fastholdt romanens relevans som et værk, der sætter spørgsmålstegn ved koldkrigstidens klare sondring mellem vest og øst, gode og onde.". Om stemningen i filmen sagde hun at "Settingen og stemningen, der er tåget og småsnusket som de nikotin-gråbrune farver, der dominerer billederne, mere end antyder urent spil på højeste niveau, skønt hvem og hvordan forbliver en gåde tilfredsstillende længe." Q.dk gav filmen 3 ud af 3 stjerner, fordi anmelderen mente at "De forskellige historier der knytter sig til de enkelte karakterer går på kryds og tværs af hinanden, datid og nutid. Der er mildest talt en del at holde styr på, og det er formentlig her jeg tabte tråden." Jonas Varsted Kirkegaard fra Dagbladet Information roste skuespillerenes præstationer og sagde at " Uden disse stortalenter var det næppe heller gået, da dramaet altså primært udspiller sig mellem sammenbidte mænd med diskrete armbevægelser."

## Eksterne Henvisninger
- Officiel hjemmeside Arkiveret 11. marts 2012 hos  Wayback Machine
- Dame, konge, es, spion på Internet Movie Database (engelsk)
- Dame, konge, es, spion på Filmdatabasen
- Dame, konge, es, spion på Scope
- Dame, konge, es, spion i Svensk Filmdatabas (svensk)
- Dame, konge, es, spion på AlloCiné (fransk)
- Dame, konge, es, spion på MovieMeter (nederlandsk)
- Dame, konge, es, spion på AllMovie (engelsk)
- Dame, konge, es, spion hos American Film Institute (engelsk)
- Dame, konge, es, spions profil hos Encyclopædia Britannica Online (engelsk)
- Dame, konge, es, spion på The Movie Database (engelsk)